# NER-Klasse X
Die Dampflokomotiven der Klasse X der britischen North Eastern Railway (NER) waren für den schweren Rangierdienst vorgesehene Tenderlokomotiven der Achsfolge 2’D (Mastodon). Durch die NER wurden ab 1909 10 Stück dieser mit einem Dreizylinder-Triebwerk ausgerüsteten Maschinen nach einem Entwurf von Wilson Worsdell, dem Chief Mechanical Engineer (CME) der NER, beschafft. Weitere fünf stellte die London and North Eastern Railway (LNER), in der die NER 1923 aufgegangen war, 1925 in Dienst. Die LNER ordnete die Lokomotiven als Klasse T1 in ihren Bestand ein. Zwei Maschinen wurden 1937 ausgemustert, die restlichen 13 Lokomotiven kamen 1948 zu British Railways (BR). BR begann 1955 mit der Ausmusterung, die letzte wurde 1961 außer Dienst gestellt. Alle Lokomotiven wurden bald nach ihrer Abstellung verschrottet, es blieb keine erhalten.

## Geschichte
Der Güterverkehr im Netz der NER war vor allem durch den Kohlenverkehr geprägt. Neben dem Abtransport aus den Steinkohlengruben im englischen Nordosten und der Beförderung zu inländischen Abnehmern zählte dazu auch der Transport zu den Seehäfen der Nordostküste in Tyneside sowie in Middlesbrough und Hull. Dort bestand Bedarf an leistungsfähigen Rangierlokomotiven, die die langen Kohlenzüge zerlegen und in kürzeren Einheiten zu den Verladeeinrichtungen transportieren konnten. 1907 hatte die Great Central Railway (GCR) für ähnliche Zwecke mit der GCR-Klasse 8H vier schwere Tenderlokomotiven der Achsfolge D2’ mit drei Zylindern beschafft. Wilson Worsdell, der seit 1890 amtierende CME der NER, orientierte sich an diesem Entwurf. Beide Klassen hatten vergleichbare Maße, auch den Dreizylinderantrieb übernahm Worsdell, er drehte aber die Achsfolge um und verzichtete auf das Nachlaufgestell zugunsten eines Vorlaufgestells.
Zwischen 1909 und 1910 entstanden zehn Exemplare in den unternehmenseigenen Werkstätten der NER in Gateshead. Die meisten Maschinen wurden in Depots in den Hafenstädten Hull, Middlesbrough und Gateshead stationiert, einige kamen auch in die großen Rangierbahnhöfe bei Stockton und Selby.
Die London and North Eastern Railway (LNER), in der die NER infolge des Railways Act 1921 im Jahr 1923 aufgegangen war, übernahm alle Maschinen und reihte sie als Klasse T1 ein. Nigel Gresley, der CME der LNER, ließ 1925 weitere fünf Maschinen der Klasse bauen, nun in den Darlington Works, den LNER-eigenen Werkstätten in Darlington. Auch die fünf jüngeren Maschinen kamen im schweren Rangierdienst im Nordosten des LNER-Netzes zum Einsatz. 1929 kam die Lokomotive 1656 in den bedeutenden Rangierbahnhof Whitemoor Yard bei March; damit wurde erstmals ein Exemplar außerhalb des früheren NER-Netzes eingesetzt. 1932 wurde sie durch zwei andere Exemplare der Klasse ersetzt, 1934 kamen diese nach Doncaster und Mexborough, da in Whitemoor die Lokomotiven der Klasse S1, die früheren 8H der GCR, bevorzugt wurden. Kurzzeitig war eine Maschine 1935 im Rangierdienst im Londoner Bahnhof King’s Cross tätig, wurde aber nach sieben Wochen ebenfalls nach Doncaster abgegeben. Die beiden in Doncaster stationierten Lokomotiven wurden 1937 ausgemustert und verschrottet.
Alle verbliebenen 13 Lokomotiven überstanden den Zweiten Weltkrieg und wurden 1948 von British Railways (BR) übernommen. Sie blieben in ihren angestammten Einsatzgebieten in den Seehäfen und Rangierbahnhöfen des Nordostens. Da der Kohleexport nach dem Krieg nicht mehr den Umfang der Vorkriegszeit erreichte, wanderten einige Maschinen aus den Seehäfen in Rangierbahnhöfe im Inland ab. 1955 musterte BR die ersten beiden Maschinen aus, weitere in den Folgejahren, so dass Anfang 1959 noch sechs Exemplare vorhanden waren. Bis Ende 1959 wurden diese mit einer Ausnahme abgestellt. Lediglich die Lokomotive 69921, ein Exemplar der Nachbauserie von 1925, blieb noch bis zum Juni 1961 im Dienst. Wie bereits alle zuvor ausgemusterten Lokomotiven wurde auch diese Maschine bald nach ihrer Abstellung verschrottet, so dass kein Exemplar erhalten blieb.

## Technik
Technisch entsprachen die mit Blechrahmen und seitlichen Wassertanks ausgerüsteten Maschinen der Klasse in vielen Punkten dem damaligen Stand der Lokomotivtechnik in Großbritannien. Weniger verbreitet war jedoch die Ausführung als Dreizylinderlokomotiven, bei der NER fand diese Bauweise mit ihnen erstmals Eingang. Worsdell hatte sich zwar an den GCR-Lokomotiven der Klasse 8H orientiert, so etwa bei der identischen Zylindergröße und den sonstigen grundlegenden Abmessungen, den Antrieb gestaltete er jedoch etwas anders. Trieben bei der 8H der Innenzylinder die zweite und die Außenzylinder die dritte Kuppelachse an, so wählte Worsdell für seinen Entwurf die zweite respektive die erste Kuppelachse. Die Kurbelzapfen der mit separaten, innenliegenden Stephenson-Steuerungen angesteuerten drei Zylinder waren jeweils um 120° versetzt. Alle Zylinder und Schieberkästen waren als ein Gussteil ausgeführt. Ebenfalls abweichend von der 8H besaß der Kessel der Klasse X etwas kleinere Dimensionen, Worsdell hatte hier auf den Kessel der zwei Jahre zuvor beschafften NER-Klasse W, der späteren LNER-Klasse A6, zurückgegriffen. 
Zwischen 1932 und 1934 erhielten mit Ausnahme der zu dieser Zeit in Whitemoor stationierten beiden Maschinen alle Exemplare der Klasse dampfgetriebene Umsteuerungen, die zuvor bei der LNER-Klasse K3 verwendet worden waren. Zwischen 1941 und 1947 wurden diese wieder ausgebaut. Ab 1935 baute die LNER neue, einheitliche Kessel für ihre Klassen A6, A7, A8 und H1, die auch bei den T1 Verwendung fanden. Obwohl auch eine Kesselversion mit Überhitzer entwickelt worden war, blieben die T1 mit einer Ausnahme Nassdampflokomotiven. Lediglich zwischen 1944 und 1951 war die Lokomotive 9914 (bei BR 69914) mit einem Heißdampfkessel ausgerüstet, wobei vermutet wird, dass dies in den Darlington Works irrtümlich erfolgte.